# Stade François Trausch
Stade François Trausch – wielofunkcyjny stadion w Mamer, w Luksemburgu. Został otwarty w 1976 roku. Może pomieścić 2000 widzów. Swoje spotkania rozgrywają na nim piłkarze klubu FC Mamer 32.
Stadion klubu FC Mamer 32 został otwarty w sierpniu 1976 roku, a na inaugurację zorganizowano na nim mecz pomiędzy 1. FC Saarbrücken i Red Boys Differdange. W późniejszym czasie obiekt nazwano imieniem członka założyciela FC Mamer 32 i byłego burmistrza Mamer, François Trauscha.